# Łarisa Pieleszenko
Łarisa Aleksandrowna Pieleszenko (ros. Лариса Александровна Пелешенко, z domu Łarisa Agapowa [Лариса (Агапова]; ur. 29 lutego 1964 w Słancach) – rosyjska lekkoatletka, która specjalizowała się w pchnięciu kulą.
W 2000 startowała w igrzyskach olimpijskich podczas których wywalczyła srebrny krążek. Halowa mistrzyni świata (2001) oraz trzykrotna medalistka halowych mistrzostw Europy. W 1987 zajęła trzecie miejsce w uniwersjadzie. Rekord życiowy: stadion - 21,46 (26 sierpnia 2000, Moskwa); hala - 20,71 (11 lutego 1988, Wołgograd).
W lutym 1995 została zawieszona na okres 4 lat za stosowanie niedozwolonych środków. W związku z tą decyzją odebrano jej złoty medal, który wywalczyła podczas halowych mistrzostw świata w Barcelonie.

## Osiągnięcia
| Rok  | Impreza                   | Miejsce    | Lokata     | Wynik |
| ---- | ------------------------- | ---------- | ---------- | ----- |
| 1987 | Uniwersjada               | Zagrzeb    | 3. miejsce | 19,49 |
| 1988 | Halowe mistrzostwa Europy | Budapeszt  | 2. miejsce | 20,23 |
| 1989 | Uniwersjada               | Duisburg   | 4. miejsce |       |
| 1989 | Finał A pucharu Europy    | Gateshead  | 3. miejsce | 19,32 |
| 1990 | Igrzyska dobrej woli      | Seattle    | 5. miejsce |       |
| 1993 | Mistrzostwa świata        | Stuttgart  | 9. miejsce | 19,22 |
| 1994 | Superliga pucharu Europy  | Birmingham | 3. miejsce | 18,86 |
| 1994 | Igrzyska dobrej woli      | Petersburg | 5. miejsce |       |
| 1994 | Halowe mistrzostwa Europy | Paryż      | 2. miejsce | 19,16 |
| 1994 | Mistrzostwa Europy        | Helsinki   | 5. miejsce | 19,01 |
| 1995 | Halowe mistrzostwa świata | Barcelona  | 1. miejsce | 19,93 |
| 2000 | Halowe mistrzostwa Europy | Gandawa    | 1. miejsce | 20,15 |
| 2000 | Igrzyska olimpijskie      | Sydney     | 2. miejsce | 19,92 |
| 2001 | Halowe mistrzostwa świata | Lizbona    | 1. miejsce | 19,84 |
| 2001 | Igrzyska dobrej woli      | Brisbane   | 1. miejsce | 18,65 |
| 2001 | Mistrzostwa świata        | Edmonton   | 4. miejsce | 19,37 |